# North Ridgeville, Ohio
North Ridgeville là một thành phố thuộc quận Lorain, tiểu bang Ohio, Hoa Kỳ. Năm 2010, dân số của thành phố này là 29465 người.

## Dân số
- Dân số năm 2000: 22338 người.
- Dân số năm 2010: 29465 người.